# Кристи, Джереми
Дже́реми Джон Кри́сти (англ. Jeremy John Christie; род. 22 мая 1983, Фангареи) — новозеландский футболист, центральный полузащитник, выступавший за сборную Новой Зеландии.

## Клубная карьера
Профессиональную карьеру Кристи начал в английском «Барнсли», в котором он провёл 3 сезона, но так и не смог стать игроком основного состава. В 2003 году Кристи вернулся в Новую Зеландию, где выступал за местные полупрофессиональные «Футбол Кингз ФК» и «Уайтакере Юнайтед». С 2005 по 2009 годы Кристи играл в командах А-лиги, «Нью Зиланд Найтс», «Перт Глори» и «Веллингтон Феникс». Проведя после этого ещё один сезон в «Уайтакере Юнайтед», Кристи переехал в США, перейдя в клуб «Тампа-Бэй» лиги USSF D2, второй по силе на тот момент лиги США. По окончании сезона 2011 он покинул «Тампа-Бэй», и фактически завершил профессиональную карьеру. В 2013 году после годичного перерыва Кристи вернулся в футбол, проведя сезон в своём прежнем клубе «Уайтакере Юнайтед».

## Национальная сборная
В национальной сборной Джереми Кристи дебютировал 9 июня 2005 года в матче со сборной Австралии, всего на сегодняшний момент он провёл 23 матча за сборную, забив в них 1 гол, в ворота сборной Новой Каледонии. Кристи принимал участие в составе Новой Зеландии в чемпионате мира 2010.